# Hidroxilbastnäsita-(Ce)
La hidroxilbastnäsita-(Ce) és un mineral de la classe dels carbonats, que pertany al grup de la bastnäsita. Rep el seu nom de la seva localitat tipus, les mines de Bastnäs (Suècia), més el prefix hidroxil a causa del predomini del radical hidroxil sobre el fluor, més el sufix "-(Ce)" per la dominància del ceri en la seva composició.

## Característiques
La hidroxilbastnäsita-(Ce) és un carbonat de fórmula química Ce(CO₃)(OH). Cristal·litza en el sistema hexagonal. Forma cristalls tabulars exhibint {0001} i {1120}, d'aproximadament 0,5 mil·límetres. Pot ser granular, prismàtica, reniforme, i en agregats en forma de gavella. La seva duresa a l'escala de Mohs és 4. És l'anàleg hidroxil de la bastnäsita-(Ce), amb la qual forma una sèrie de solució sòlida. També és l'anàleg amb ceri de la hidroxilbastnäsita-(La) i la hidroxilbastnäsita-(Nd).
Segons la classificació de Nickel-Strunz, la hidroxilbastnäsita-(Ce) pertany a «05.BD: Carbonats amb anions addicionals, sense H₂O, amb elements de terres rares (REE)» juntament amb els següents minerals: cordilita-(Ce), lukechangita-(Ce), zhonghuacerita-(Ce), kukharenkoïta-(Ce), kukharenkoïta-(La), cebaïta-(Ce), cebaïta-(Nd), arisita-(Ce), arisita-(La), bastnäsita-(Ce), bastnäsita-(La), bastnäsita-(Y), hidroxilbastnäsita-(Nd), hidroxilbastnäsita-(La), parisita-(Ce), parisita-(Nd), röntgenita-(Ce), sinquisita-(Ce), sinquisita-(Nd), sinquisita-(Y), thorbastnäsita, bastnäsita-(Nd), horvathita-(Y), qaqarssukita-(Ce) i huanghoïta-(Ce).

## Formació i jaciments
Es troba en carbonatites de calcita-dolomita. Aquesta espècie té dues localitats tipus, amdues a Rússia: el massís alcalí-ultrabàsic de Vuoriyarvi (Carèlia Septentrional), i Mochalin Log (óblast de Txeliàbinsk). Sol trobar-se associada a altres minerals com: barita, estroncianita, fluorita, pirrotina, pirita, calcopirita, magnetita, anatasa, monazita, burbankita, quars, beril, zircó, xenotima, allanita, fergusonita, gadolinita, ilmenita, stillwellita, calcita, apatita, titanita, torita, torianita, uranotorita, escapolita o turmalina.